# Masaccio
Tommaso di ser Giovanni di Mone Cassai, anomenat Masaccio (San Giovanni in Altura, avui San Giovanni Valdarno, Arezzo, 21 de desembre del 1401 - Roma, tardor del 1428), va ser un pintor italià del Quattrocento. Tot i la brevetat de la seva vida, la seva obra va tenir una importància decisiva en la història de la pintura: generalment, es considera que va ser el primer a aplicar en la pintura les lleis de la perspectiva científica, desenvolupades per Brunelleschi.

## Biografia

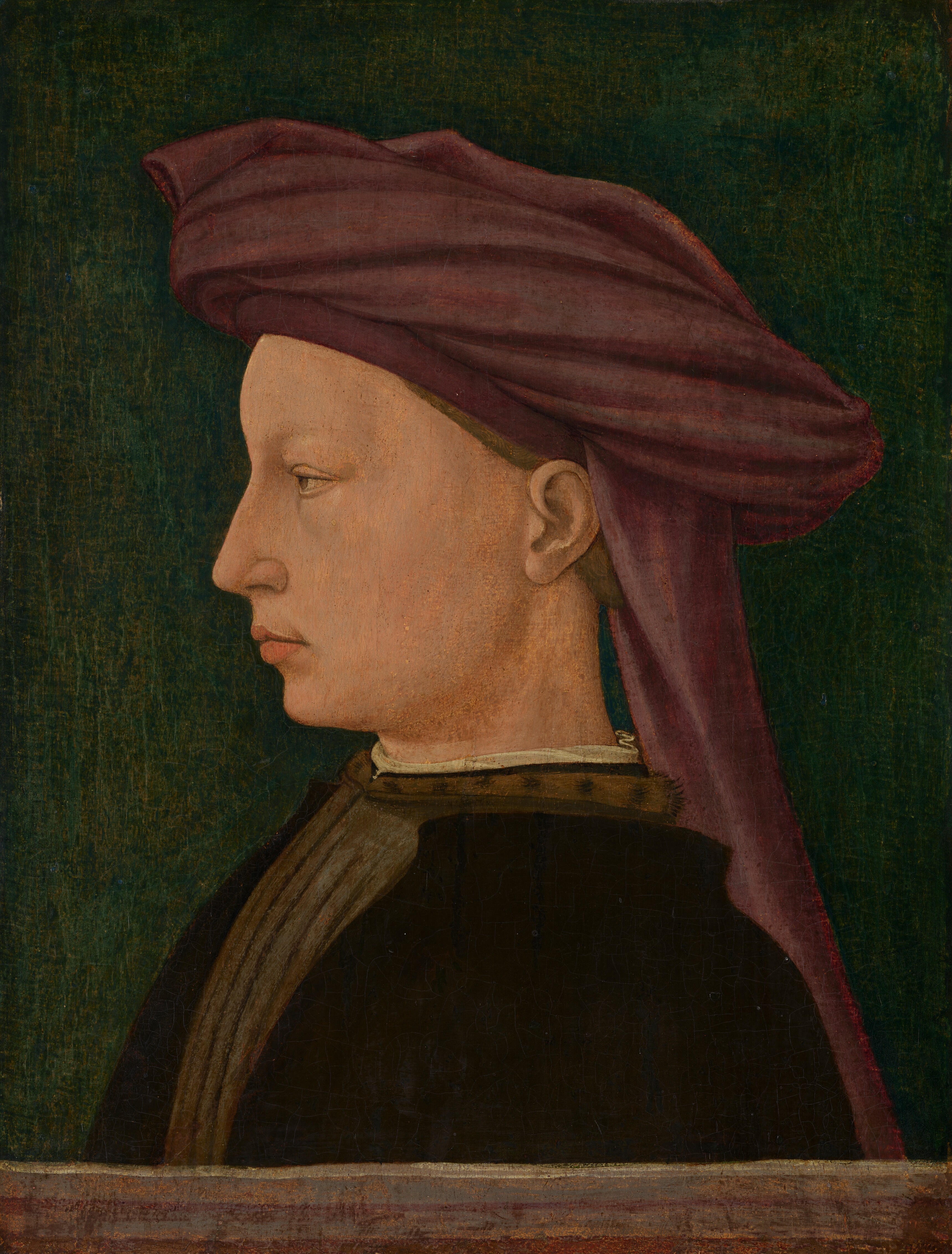
Retrat de jove de perfil, c. 1425

Fill del notari Giovanni di Mone Cassai i de Jacopa di Martinozzo. El cognom Cassai procedeix del nom de l'activitat a què es dedicava la família paterna de Masaccio: eren ebenistes (en italià, cassai). El 1406, coincidint amb el naixement del segon fill del matrimoni, Giovanni —que després rebria el sobrenom d'"el Scheggia"— va morir el pare. La mare va tornar a contraure matrimoni amb el mercader d'espècies Tedesco di Mastro Feo, també vidu i amb dues filles, que va morir el 7 d'agost del 1417.
Masaccio es va traslladar a Florència entre 1417 i 1421, potser a causa de la mort del seu padrastre. Hi ha documents que demostren que la mare de Masaccio va llogar una casa en aquesta ciutat, al barri de San Niccolò Oltrarno, segurament com a habitatge per al seu fill, ja que ella va continuar vivint a casa del seu difunt marit. És possible que el jove artista comencés la seva etapa a Florència al taller de Bicci di Lorenzo o en el d'algun altre. El 7 de gener del 1422, es va inscriure en l'Art (gremi) de metges i especiers, la qual cosa indica que ja exercia com a pintor autònom a la ciutat de l'Arno.
La seva primera obra segura és el Tríptic de Sant Juvenal de Casia, que porta la data, a la taula central, de 23 d'abril del 1422: ANNO DOMINI MCCCCXXII A DI VENTITRE D'AP[RILE]. És possible, segons dona a entendre Vasari, que el 1423 Masaccio realitzés un viatge a Roma, amb motiu del jubileu. El 1424, es va inscriure a la Companyia de Sant Lluc de Florència. Possiblement, aquest any o el 1425, va començar a col·laborar amb Masolino als frescos de la capella Brancacci de l'església de Santa Maria del Carmine d'aquesta ciutat. El febrer del 1426, va començar el Políptic de Pisa, treball que l'ocuparia durant gairebé tot l'any.
El 1428, es va traslladar a Roma, convidat pel cardenal Brando da Castiglione, per decorar la capella de Sant Clement a l'església homònima. A Roma, va treballar en el Políptic de Santa Maria Major, del qual es conserven els "Sants Jerònim i Joan Baptista" (actualment, a la National Gallery de Londres). Va morir a Roma a la tardor del 1428, quan només tenia vint-i-set anys. Algunes fonts antigues esmenten el rumor que va ser enverinat.
| «                          | Pinsi, e la mia pittura al ver fu pari; l'atteggiai, l'avvivai, le diedi il moto, le diedi affetto; insegni il Buonarroto a tutti gli altri, e da me solo impari. | » |
| — Epigrama d'Annibale Caro | |   |

## Obra

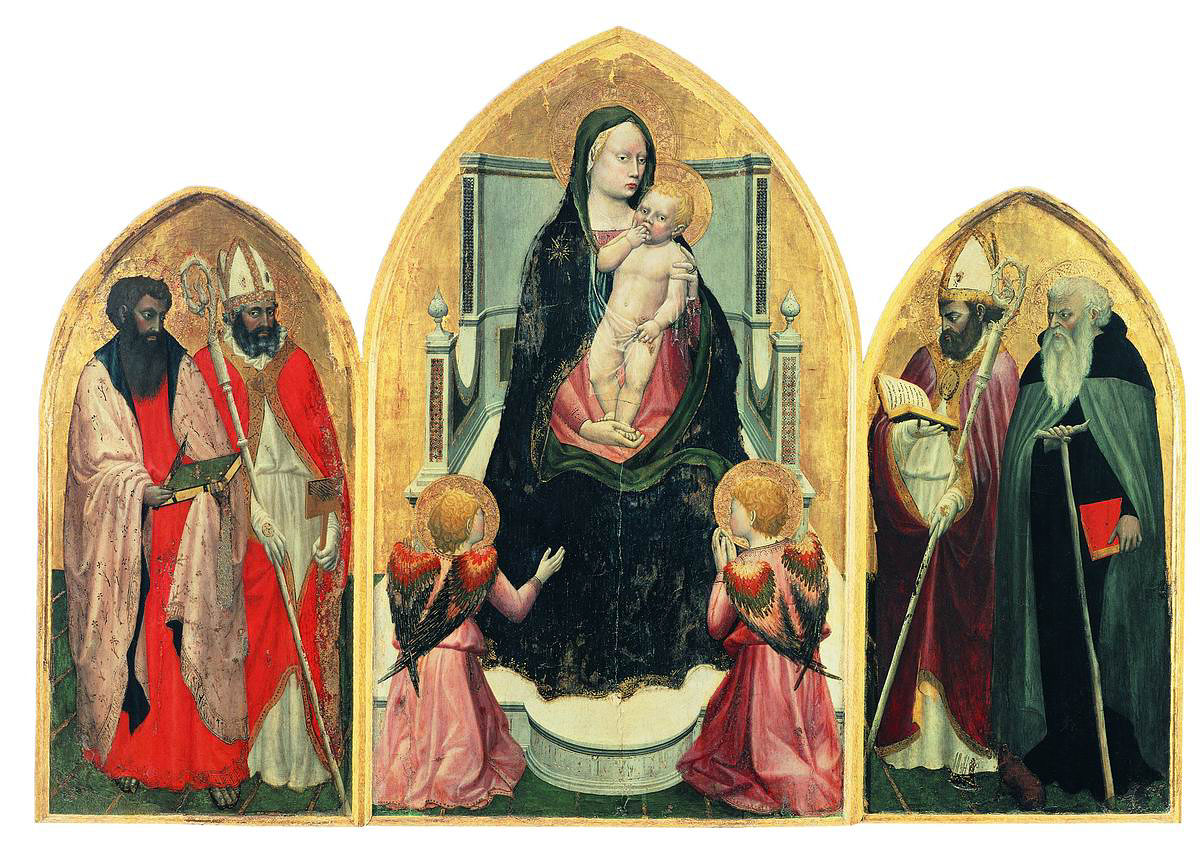
Tríptic de Sant Juvenal

### Tríptic de Sant Juvenal
El Tríptic de Sant Juvenal era una obra desconeguda de Masaccio, no esmentada pel seu biògraf Giorgio Vasari, que no va ser descoberta fins al 1961.
La pintura es compon de tres taules: la central representa la Verge amb el nen, flanquejats per dos àngels; als plafons laterals, hi apareixen sengles parelles de sants: sant Bartomeu i sant Blai al de l'esquerra, i sant Juvenal i sant Antoni Abat al de la dreta. A la taula central, hi ha la inscripció que ha permès datar l'obra: ANNO DOMINI MCCCCXXII A DI VENTITRE D'AP[RILE]. La composició està construïda d'acord amb les lleis de la perspectiva: les línies de fuga del paviment dels tres plafons convergeixen en un punt de fuga central, representat per la mà dreta de la Verge, que sosté els peus del nen.

### Capella Brancacci

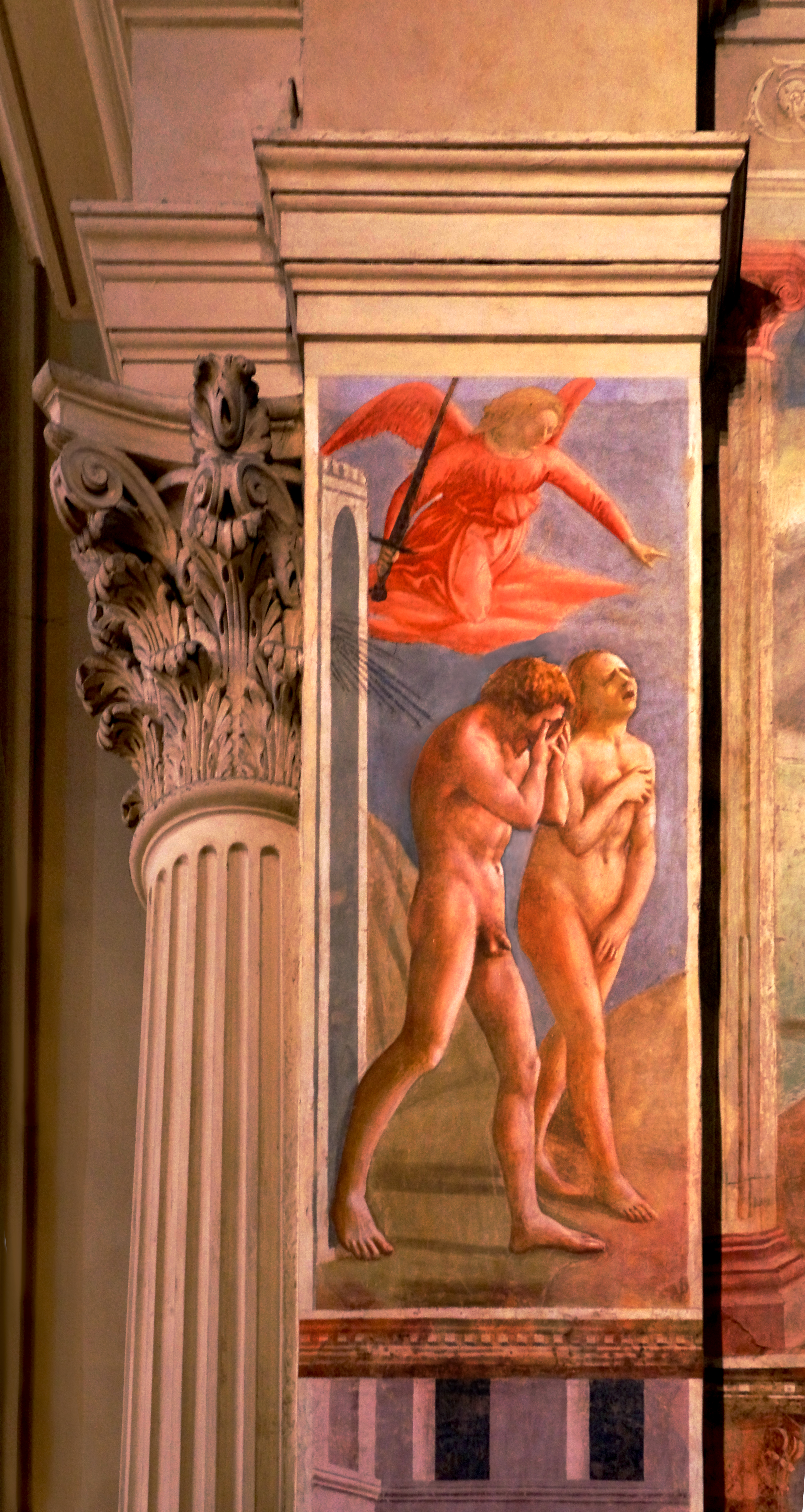
L'expulsió d'Adam i Eva del paradís terrenal

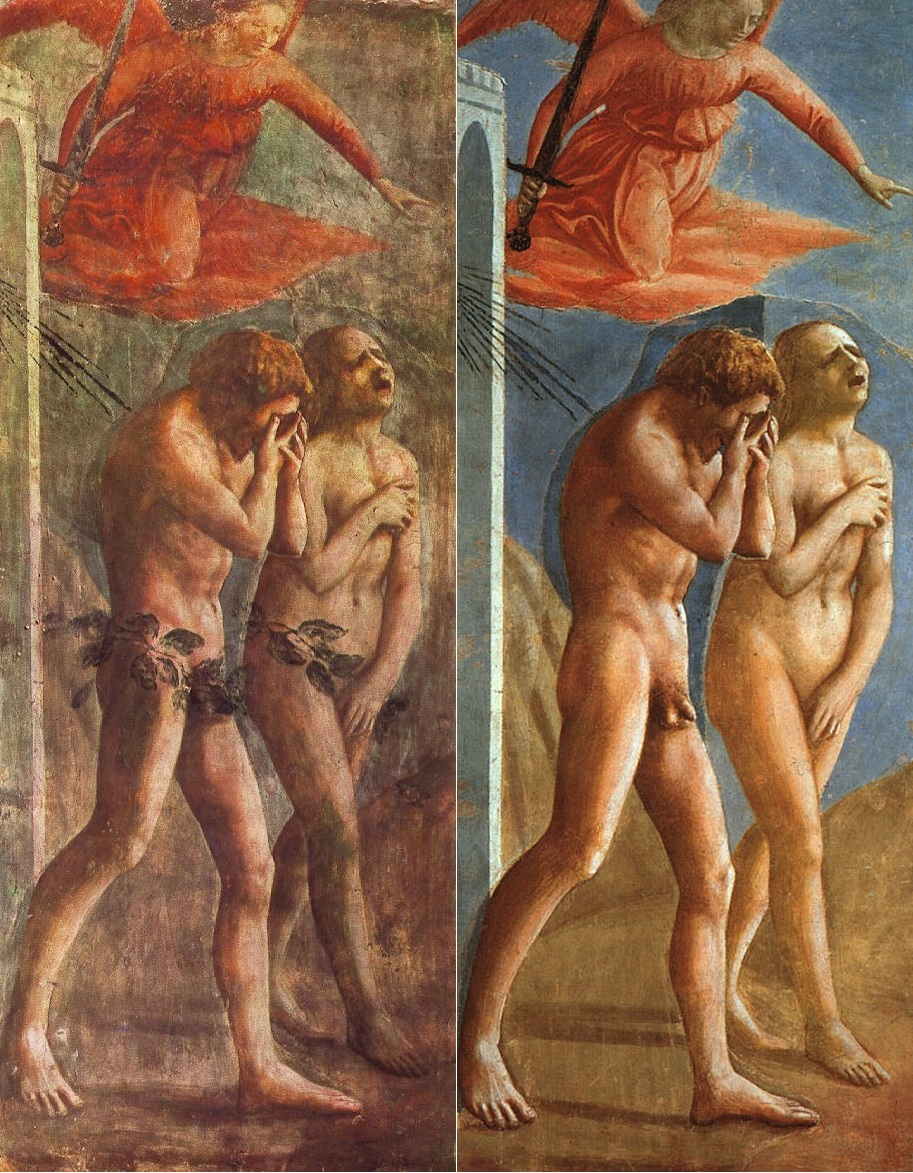
Abans i després de la restauració

El 1424, Masaccio i Masolino van començar la decoració de la Capella Brancacci, al transsepte de l'església de Santa Maria del Carmine. La capella havia estat construïda d'acord amb les disposicions testamentàries de Pietro Brancacci, però va ser Felice Brancacci, pròsper mercader de la seda que havia ocupat diversos càrrecs polític importants a Florència, qui va encomanar la decoració de la capella a Masaccio i a Masolino. Els dos pintors van treballar de manera perfectament coordinada: ambdós van treballar a les dues parets de la capella i van donar una gran unitat a la composició, gràcies al fet d'emprar una mateixa gamma cromàtica i un únic punt de vista (el d'un espectador situat al centre de la capella). Quan Masolino va marxar a Hongria el setembre de 1425, Masaccio va continuar treballant en solitari. Més endavant, després de la partida a Roma i la seva mort, el treball va quedar interromput. El 1436, Felice Brancacci va ser desterrat de Florència en pujar al poder la família Mèdici. La decoració de la capella no es va acabar fins al 1481, feina que es va encarregar a Filippino Lippi. Entre 1746 i 1748, es van dur a terme transformacions importants a la capella, i el 1781 va sofrir danys importants a causa d'un incendi que va ennegrir-ne els frescos. Van tornar al color original el 1988, any en què van ser restaurats.
Els frescos es distribueixen en dos nivells horitzontals al llarg de les dues parets de la capella (originalment, hi havia també pintures a les llunetes i a la volta, totes obres de Masolino). Se segueix l'esquema característic de la pintura florentina al fresc, que consisteix a ordenar les composicions com si fossin quadres col·locats al mur. Per a destacar aquesta idea, cada escena està emmarcada per pilars clàssics i capitells corintis pintats. Masaccio, que va tenir una profunda influència en els pintors posteriors, inclòs Michelangelo Buonarroti, segueix el camí de Giotto, desvinculant-se d'una visió simbòlica de l'home i proposant una pintura més realista.
El tema principal dels frescos és la vida de sant Pere, patró dels mariners i comerciants del mar, i hi ha també algunes referències al Gènesi, concretament a la història d'Adam i Eva. El programa iconogràfic s'ha interpretat en relació amb la personalitat del comitent: Felice Brancacci havia estat un dels primers cònsols del mar de Florència el 1421, i entre 1422 i 1423 va ser ambaixador al Caire.

#### Anàlisi estilística
- L'expulsió d'Adam i Eva del paradís terrenal. Sovint es compara aquesta pintura amb la d'Adam i Eva al paradís terrenal, realitzada per Masolino a la paret de davant. Mentre que l'obra de Masolino pertany encara al gòtic, a la de Masaccio ja hi ha present el Renaixement. El tractament del nu remet a models de l'antiguitat (per a Adam, s'ha pensat que Masaccio va poder haver-se inspirat en estàtues de Màrsies o de Laocoont); per a Eva, alguna de les venus púdiques romanes). El patetisme de l'escena s'accentua amb el crit dolorós d'Eva i el ventre contret d'Adam, que agafa aire.

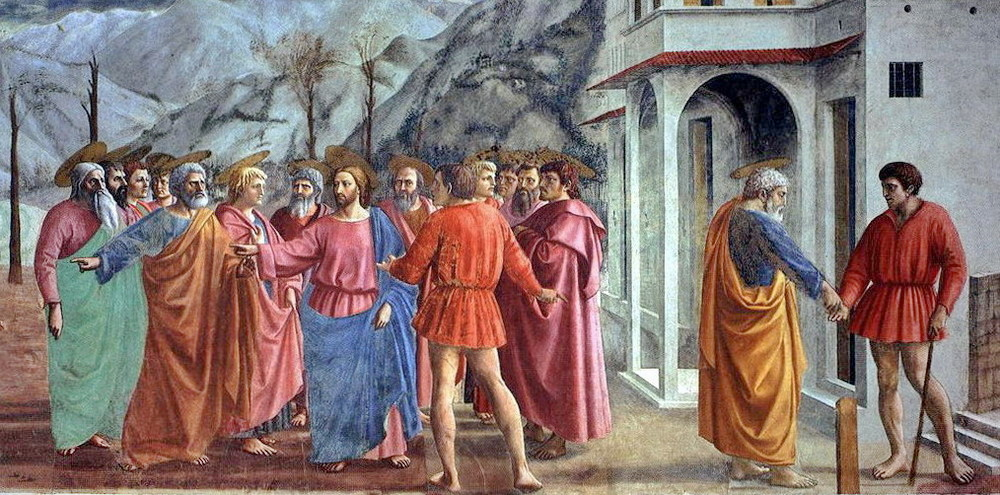
El tribut

- El tribut. S'hi explica l'escena narrada en un passatge de l'Evangeli de Mateu: a Jesús i als seus deixebles, se’ls demana, a Cafarnaüm, el pagament del tribut per al temple. Jesús ordena a Pere que pesqui un peix, en el qual trobarà la moneda del tribut. Masaccio representa en un sol espai tres esdeveniments successius. L'escena es divideix en tres parts: al centre del fresc, el cobrador, d'esquena, amb túnica vermella, sol·licita el pagament de l'impost, i Jesús ordena a Pere, amb un gest que l'apòstol repeteix, el que ha de fer. A l'esquerra d'aquesta escena (no apareix en la imatge), hi ha Pere, que s'esforça a treure la moneda del peix que acaba de pescar. A la dreta, finalment, Pere paga el tribut al cobrador davant d'un edifici en perspectiva. Aquesta escena s'ha relacionat amb els nous interessos marítims de Florència (no s'ha d'oblidar que el comitent de l'obra, Felice Brancacci, havia estat cònsol de mar): la idea que s'hi suggereix, llavors, és la del mar com a font d'ingressos per a la República. Alguns autors han assenyalat intervencions de Masolino en aquesta pintura. Giulio Argan suggereix una altra interpretació del tema: "Masaccio és massa culte i massa humanista per a no entendre el significat profund del tema: només a Pere, com a cap de l'Església, li correspon tractar amb el món, amb els poders terrenals."[5]

- El baptisme dels neòfits. El tema procedeix dels Fets dels Apòstols.

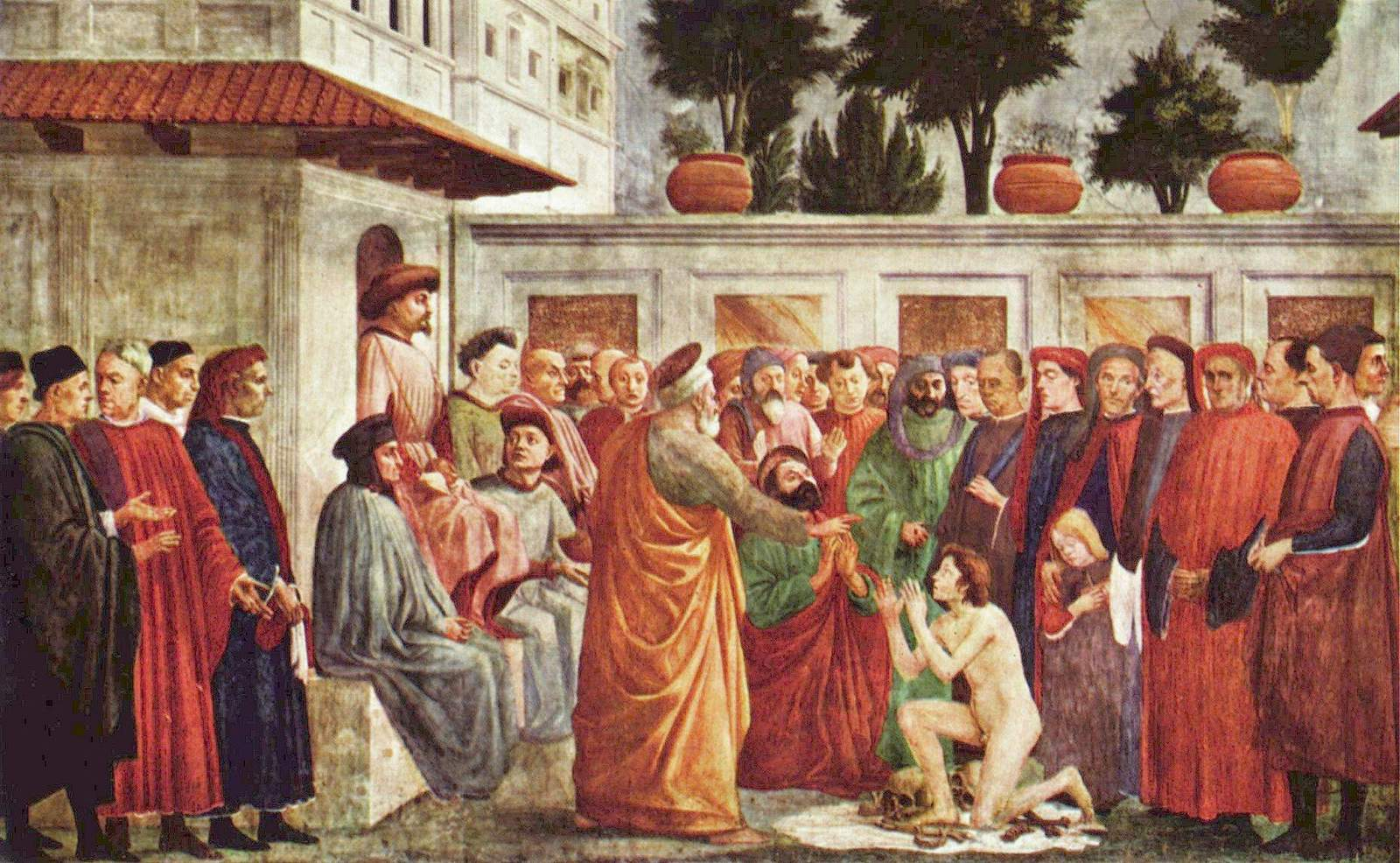
La resurrecció del fill de Teòfil (aquí hi falta el terç de la dreta de l'escena, en el qual hi ha sant Pere a la càtedra).

- La resurrecció del fill de Teòfil i sant Pere a la càtedra. La font d'aquesta escena no és el Nou Testament, sinó la Llegenda daurada de Jacopo da Varazze: Teòfil, prefecte d'Antioquia, va acceptar alliberar sant Pere amb la condició que ressuscités el seu fill de catorze anys. Després de l'èxit de l'apòstol, tant Teòfil com molts habitants de la ciutat es van convertir al cristianisme.

Masaccio va deixar inacabat aquest fresc, que va ser completat per Filippino Lippi. Es creu s'hi poden trobar retrats de personatges de l'època: al grup de l'esquerra, el personatge vestit amb hàbit de carmelita és, probablement, el cardenal Brenda Castiglione; Teòfil, assegut al tron en forma de nínxol, és un retrat de Gian Galeazzo Visconti, gran enemic de Florència, i Coluccio Salutati és la figura asseguda als peus de Teòfil, a la dreta.
- Sant Pere cura els malalts amb la seva ombra: es creu que, en aquesta escena, també hi ha retrats de personatges de l'època. El personatge a la dreta de sant Pere, amb caputxa vermella, segurament és Masolino, i la figura de sant Joan, a l'esquerra de sant Pere, és considerada un autoretrat del mateix Masaccio (segons d'altres, és el seu germà Giovanni, anomenat "Scheggia"). L'home curat miraculosament (dempeus i amb les mans juntes) potser és un retrat de Donatello.
- La distribució dels béns i la mort d'Ananies il·lustra un episodi dels Fets dels Apòstols sobre el càstig d'Ananies, el qual va tractar d'enganyar la comunitat dels primers cristians i va caure fulminat per Déu. Aquesta escena està estretament relacionada amb l'anterior.

## Llegat
Masaccio va influir profundament en l'art de la pintura i es considera que va començar el Renaixement italià primerenc en la pintura. Segons Vasari, tots els "escultors i pintors" florentins "més celebrats" van estudiar àmpliament els seus frescos per "aprendre els preceptes i les regles per pintar bé". Va transformar la direcció de la pintura italiana, allunyant-la de les idealitzacions de l'art gòtic i, per primera vegada, presentant-la com a part d'un món més profund, natural i humanista. A més, Masaccio va influir en molts artistes tant en vida com a títol pòstum. La seva influència és especialment notable en les obres de mestres menors florentins, com Andrea di Giusto, Giovanni dal Ponte i altres que van intentar reproduir les seves formes brillants i realistes.

## Galeria d'imatges

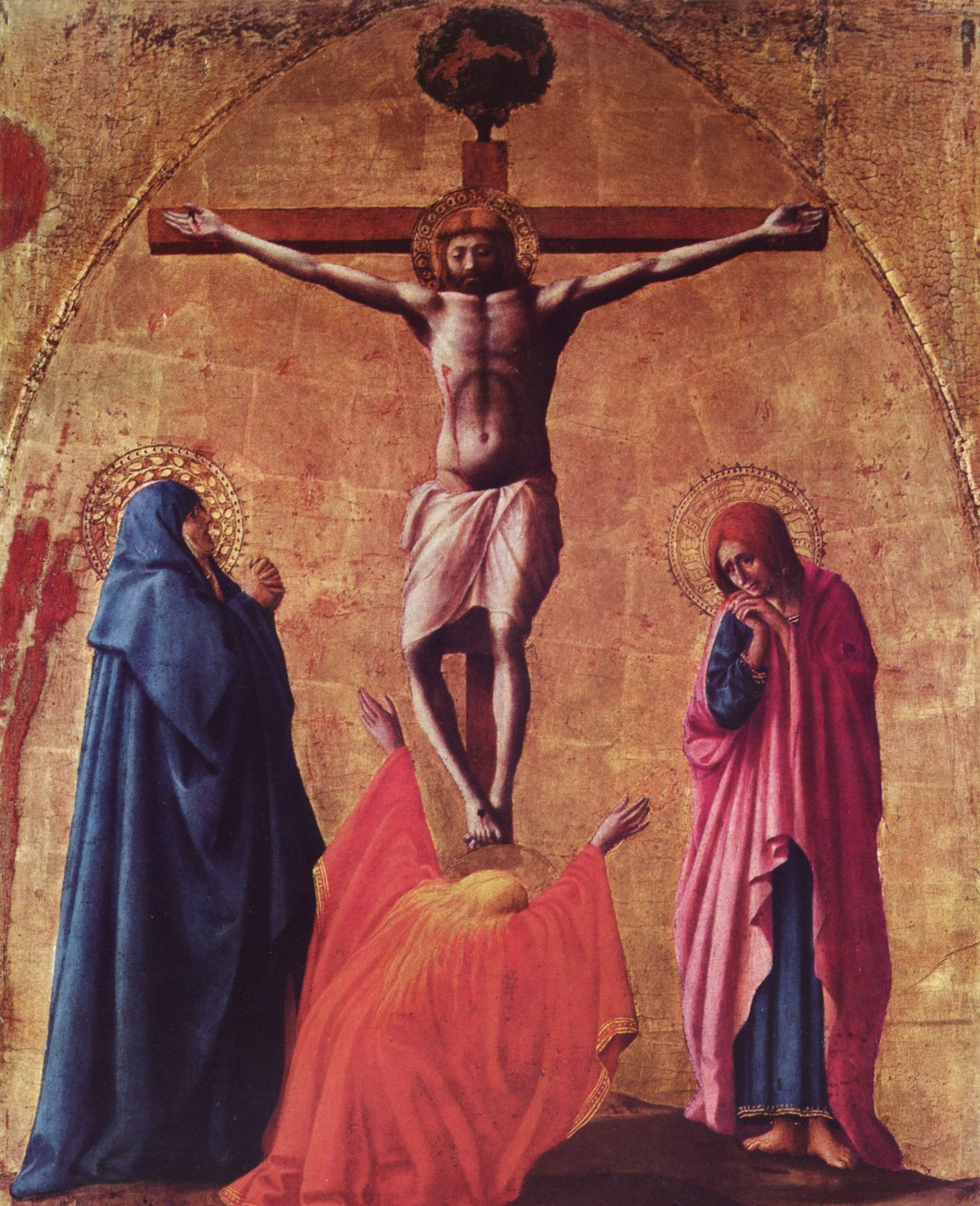
Políptic de Pisa. Crucifixió
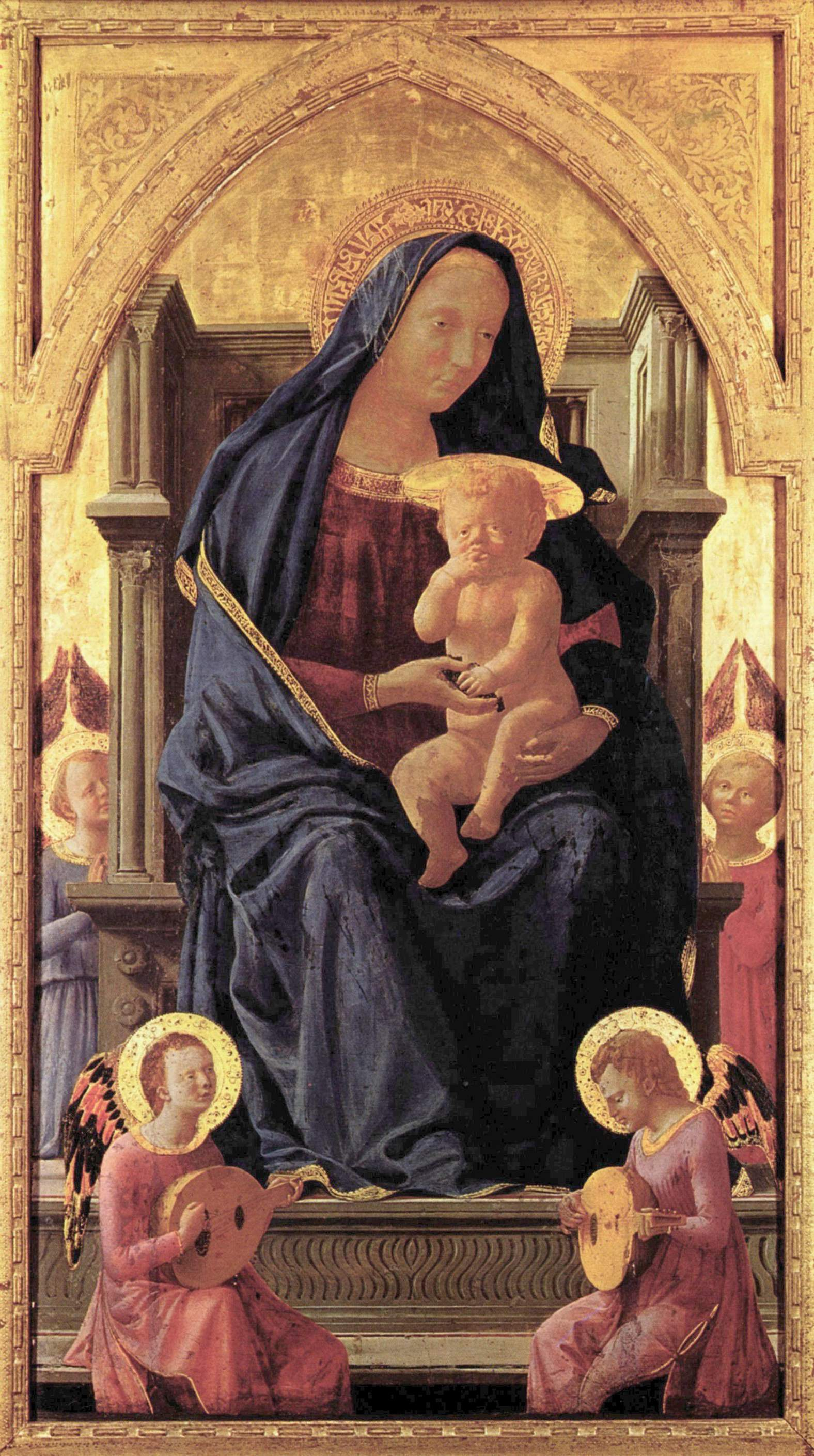
Políptic de Pisa. Verge amb el nen
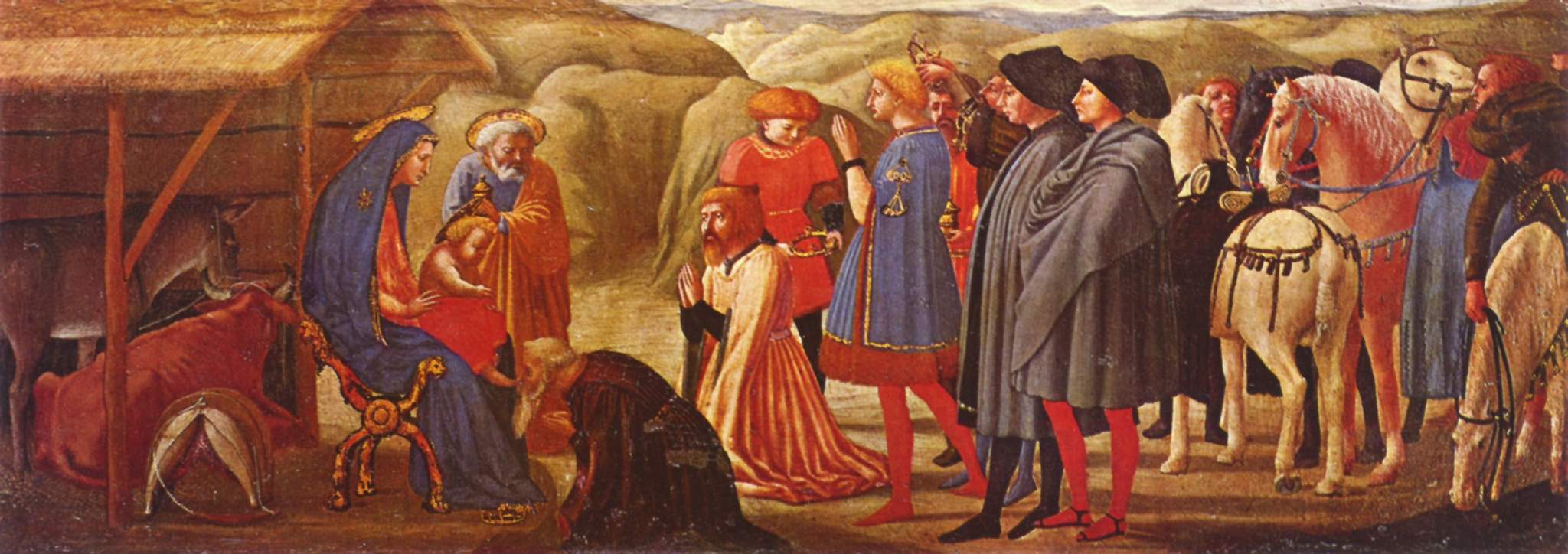
Políptic de Pisa. Adoració dels Mags